# Virbia lehmanni
Virbia lehmanni là một loài bướm đêm thuộc phân họ Arctiinae, họ Erebidae.